# Dywizja Kawalerii Antoniego Pawła Sułkowskiego

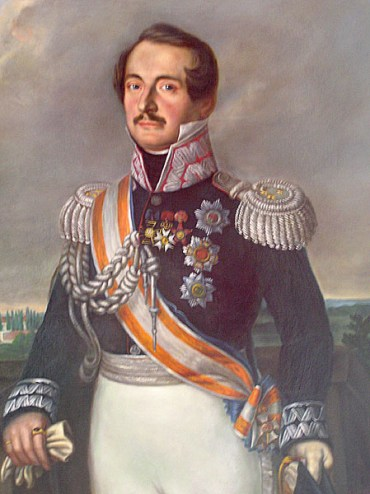
Antoni Paweł Sułkowski

Dywizja Kawalerii Antoniego Pawła Sułkowskiego – polska formacja kawalerii okresu napoleońskiego.
Dywizja została sformowana na ziemiach Księstwa Warszawskiego w pierwszych miesiącach 1813. 
Książę Józef Poniatowski wysłał do Napoleona raport wykazujący istnienie dywizji. Podawał przy tym jej skład.

## Skład
Brygada Kawalerii Jana Nepomucena Umińskiego
- 1 pułk strzelców konnych
- 2 pułk ułanów
- 3 pułk ułanów
- 16 pułk ułanów

Brygada Kawalerii pułkownika Zygmunta Kurnatowskiego
- 5 pułk strzelców konnych
- 6 pułk ułanów
- 8 pułk ułanów
- 20 pułk ułanów

Brygada Lewa generała Benedykta Józefa Łączyńskiego
- 4 pułk strzelców konnych
- 14 pułk kirasjerów
- 15 pułk ułanów

Brygada Prawa generała Józefa Tolińskiego
- 10 pułk huzarów
- 11 pułk ułanów
- 12 pułk ułanów
- 13 pułk huzarów
- 18 pułk ułanów

Były to jednak brygady szkieletowe. Poszczególne pułki miały w owym czasie bardzo niskie stany osobowe i przechodziły okres kolejnych reorganizacji.
Dywizja ta przestała istnieć w wyniku postanowień dekretu cesarskiego powołującego do życia VIII Korpus Wielkiej Armii.